# 폴라 패튼
폴라 패튼(Paula Patton, 1975년 12월 5일 ~ )은 미국의 배우이다.

## 출연 작품
- 트래픽 (2018)
- 더 퍼펙트 매치 (2016)
- 두 오버 (2016)
- 워크래프트: 전쟁의 서막 (2016) - 가로나 역
- 러너 (2015)
- 어바웃 라스트 나이트 (2014)
- 웨딩 플라이트 (2013)
- 투건스 (2013)
- 디스커넥트 (2012)
- 점핑 더 브룸 (2011)
- 미션 임파서블 : 고스트 프로토콜 (2011)
- 저스트 라이트 (2010)
- 프레셔스 (2009)
- 스윙 보트 (2008)
- 미러 (2008)
- 아이들와일드 (2006)
- 데자뷰 (2006)
- Mr. 히치 - 당신을 위한 데이트 코치 (2005)